# Maniltoa vestita
Maniltoa vestita är en ärtväxtart som beskrevs av Albert Charles Smith. Maniltoa vestita ingår i släktet Maniltoa och familjen ärtväxter. IUCN kategoriserar arten globalt som nära hotad. Inga underarter finns listade i Catalogue of Life.